# Massey Ferguson
La Massey Ferguson Limited è una storica azienda produttrice di macchine agricole, con sede in Canada prima del suo acquisto da parte del gruppo AGCO nel 1994. La società nacque da una fusione tra la ditta Massey Harris e la società costruttrice di trattori Ferguson nel 1953, creando la holding Massey Harris Ferguson. Tuttavia nel 1958 il nome dell'azienda fu accorciato per la prima volta per coniare il marchio definitivo Massey Ferguson.

## Storia
Nel 1847 Daniel Massey iniziò la sua attività di imprenditore del settore agricolo a Newcastle, in Ontario (Canada) e successivamente fece lo stesso Alanson Harris. Le due aziende si fusero prendendo il nome di Massey-Harris. Tra i principali modelli prodotti i più conosciuti sono il modello 20 e Pony 820 ed il Massey-Harris 744D. Daniel Massey morì il 15 novembre 1856.
Nel 1911, Harry Ferguson fonda la propria azienda con il nome di Harry Ferguson Limited. Nel 1938 entra in società con Henry Ford con cui produce il Fordson 9N e successivamente il Ferguson TE20 primo trattore a montare il sollevatore a tre punti, invenzione dello stesso Ferguson. Il 25 ottobre 1960 Harry Ferguson muore.

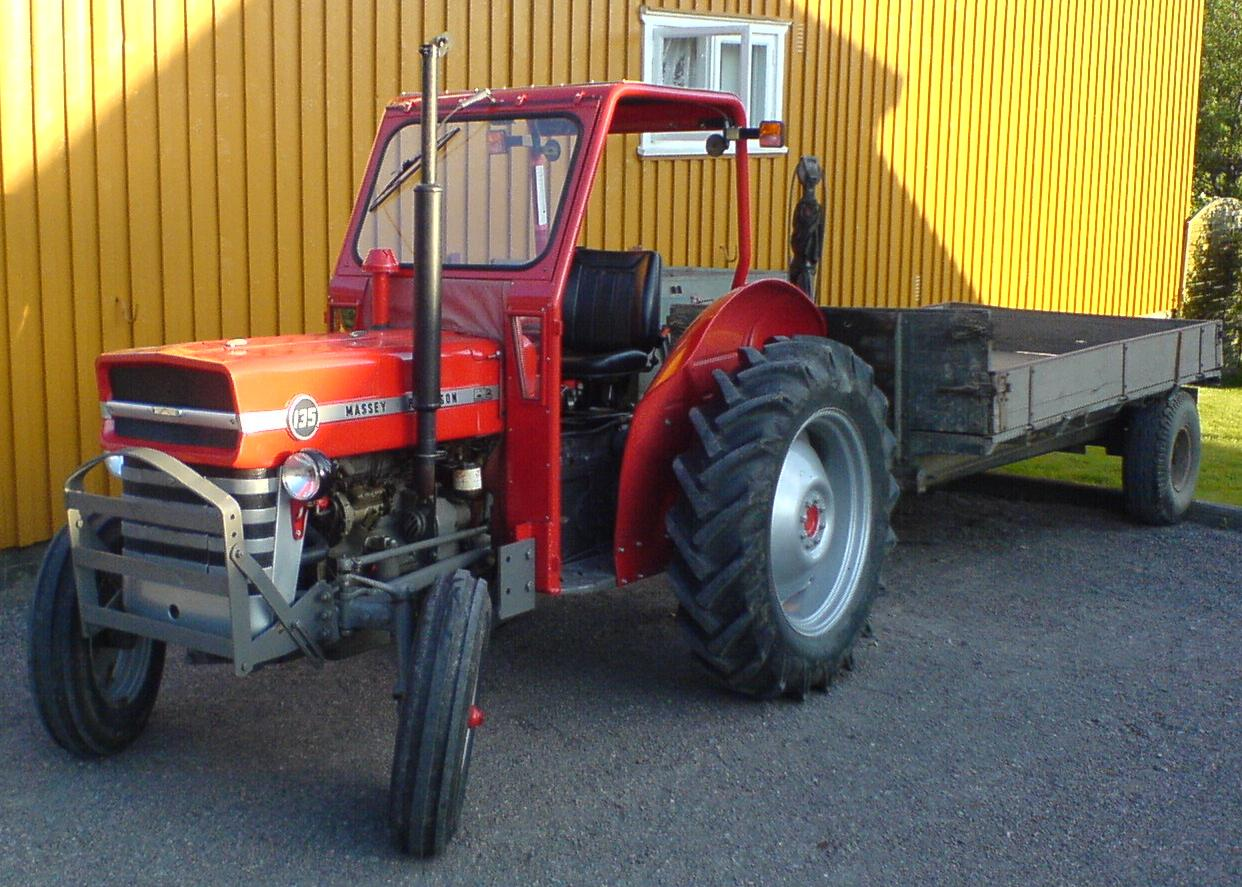
Massey Ferguson 135 Red Giants

Una nuova società nasce dalla fusione della Massey-Harris e dalla Harry Ferguson Limited avvenuta nel 1953  con il nome di Massey-Harris-Ferguson. In seguito (dal 1957) verrà eliminato il nome Harris.
Nel 1958 grazie all'impresa di Edmund Hillary (raggiunse il Polo Sud via terra con l'utilizzo di tre trattori modificati Ferguson TE20) le vendite aumentarono. Nello stesso anno si ebbero i primi trattori Massey-Ferguson, il MF 35 e il MF 65. Nel 1958 acquisirono la F. Perkins Limited e la storica Standard Motor Company, compresa la fabbrica di Banner Lane, Coventry. L'anno successivo vennero lanciati sul mercato più di 60 nuovi modelli e acquistarono l'italiana Landini, cedendola poi nel 1994 al Gruppo ARGO, di proprietà della famiglia Morra.
Intanto a partire dal 1972 vennero presentati i primi trattori Massey Ferguson articolati: il MF 1200, il MF 1500 e il MF 1800.
Nel 1971, Massey acquistò le strutture locali di Rheinstahl Hanomag-Cura in Argentina (fu fondata nel 1960). La produzione di trattori e altri attrezzi agricoli, fino al 1999. Alcuni modelli realizzati in Argentina: 65R / 250/252, 165, 155, 150, 5160 S-2 / S-4, 5140 / 5140-4, 265, 255, 250, 250 S "viñatero", 8500 e 9500.
Altri modelli: 1075, 1078, 1095, 1098, 1175/1175 S, 1185/1185 S, 1195 L 1195 S-2 / S-4, 1215 S-2 / S-4, 1340 S-2 / S-4, 1360 S2 / S4, 1615 L/S, 1640, 1650, 1670, 1690, 1465, 1475 "Super alto, 1485, 1499 SX / 1499 L.
Nel 1994 Massey Ferguson è stata rilevata da AGCO Corporation, continuando a svilupparsi come marchio autonomo.
Negli anni successivi si ebbero nuove serie: la Serie 6100 nel 1995, la Serie 4200 del 1997 e la Serie 8200 del 1999. Attualmente il marchio Massey Ferguson rappresenta circa la metà del fatturato di vendita del gruppo AGCO e viene distribuito pressoché in tutto il mondo.

## Stabilimenti Storici

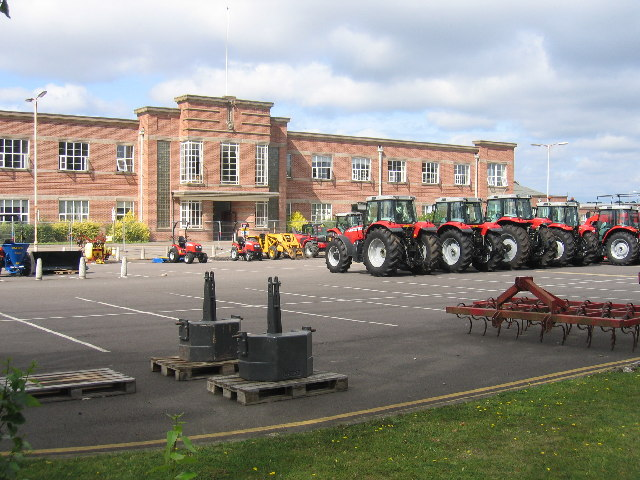
Stabilimento Massey Ferguson di Banner Lane

- Banner Lane, Coventry Regno Unito, stabilimento chiuso nel 2002 dopo essere stata la più grande fabbrica al mondo dedicata alla sola produzione di trattori agricoli,[19] producendo dal 1946 oltre tre milioni di trattori (dal 2002 la produzione venne trasferita in Francia nello stabilimento di Beauvais)
- Newcastle, Canada (Massey-Harris)
- Des Moines, Iowa USA (trattori agricoli per tutti gli Stati Uniti)
- Eschwege, Germania (mietitrebbie)
- Madras, India
- Taboão da Serra (San Paolo), Brasile
- Ontario, Canada (mietitrebbie)
- Aprilia, Italia inaugurato il 25 marzo 1968, chiuso nel 1985.
- Granadero Baigorria, Argentina (posseduto fino all'anno 2000. Oggi è Agrinar)
- Sunshine, Australia
- Querétaro, Messico
- Randers, Danimarca

## Stabilimenti Attuali
- Hesston (Kansas), USA (presse raccoglitrici, falciatrici, seminatrici)
- Beloit (Kansas), USA (attrezzi per aratura e semina)
- Jackson (Minnesota), USA (nel 2012 è iniziata la produzione della serie MF 8600 per il mercato americano)[20]
- Changzhou, Cina (trattori per il mercato cinese)
- Constantine, Algeria (JV con Algeria Tractors Company per la produzione di trattori dedicati al mercato africano)
- Ennery, Francia (magazzino ricambi per l'Europa)
- Beauvais, Francia (trattori e cabine)
- Beauvais, Francia (trasmissioni, JV con il gruppo Claas)
- Canoas, Brasile (trattori)
- Santa Rosa, Brasile (mietitrebbie)
- Ibirubá, Brasile (attrezzi per aratura e semina)
- General Rodríguez, Argentina (trattori, mietitrebbie e motori)
- Haedo, Argentina (Joint Venture con Deutz)
- Breganze, Italia (Mietitrebbie)
- Rovigo, Italia (stabilimento del Gruppo Carraro in cui sono prodotti i trattori della serie 3)[21]
- Dindigul, India (Joint Venture con il gruppo indiano Tafe,[22] dedicata alla produzione di trattori per il mercato indiano)

## Modelli prodotti
- MF 35 - MF 65 (1958)
- MF 42 (1959)
- MF 25 - MF Super 90 Diesel (1961)
- MF 35X - MF 50 (1962)

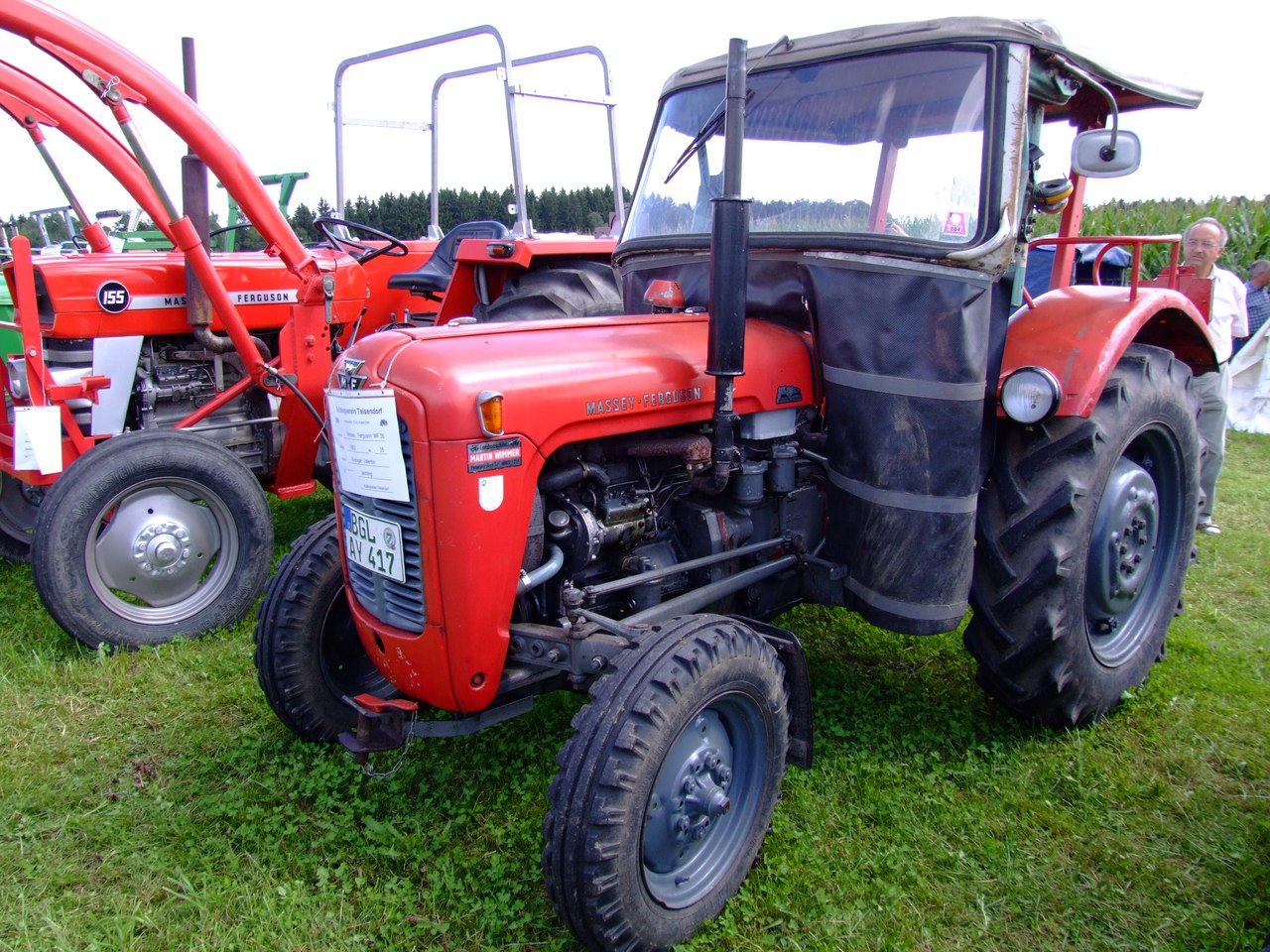
Massey Ferguson 35 e 155

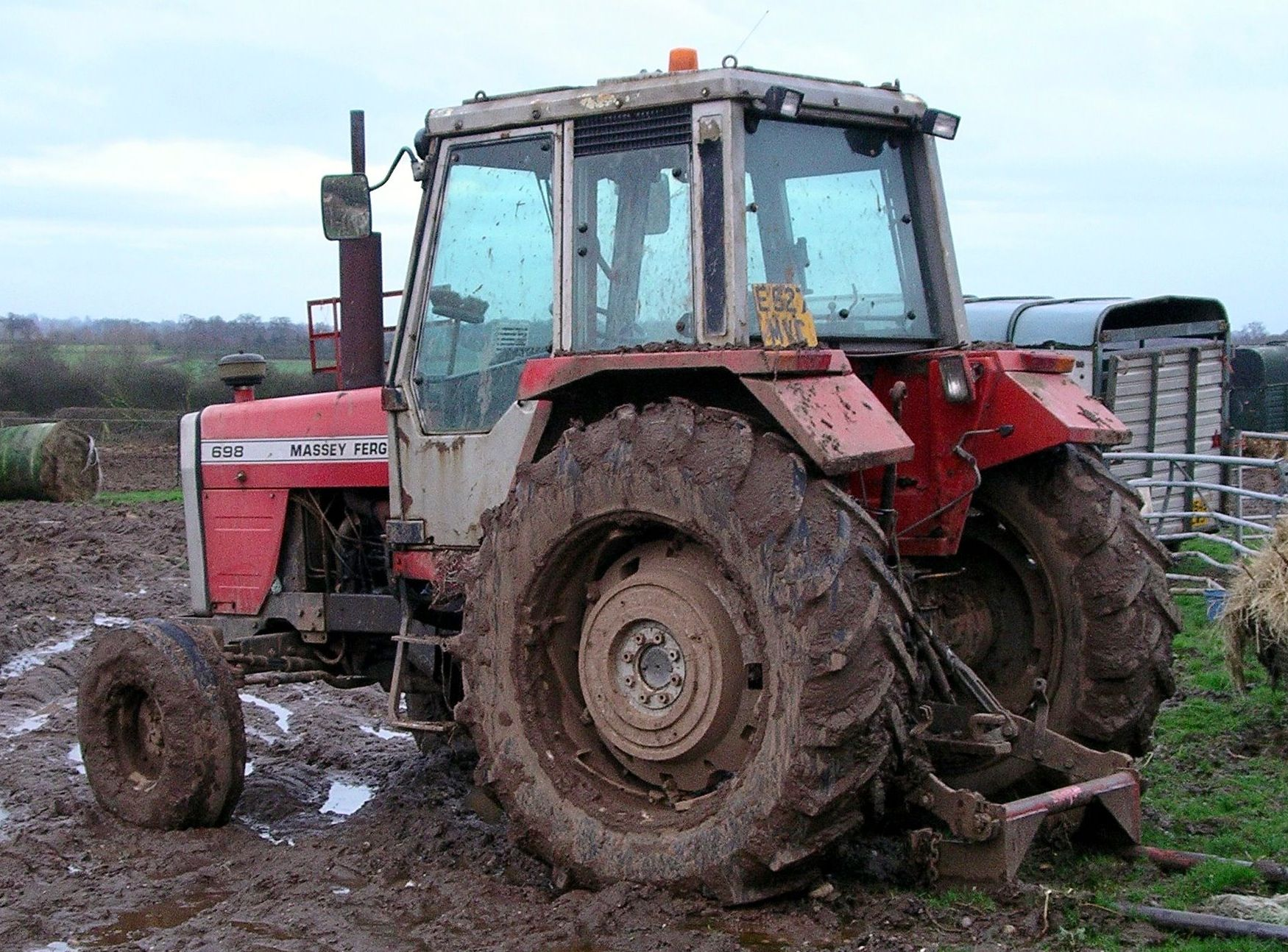
Massey Ferguson 698

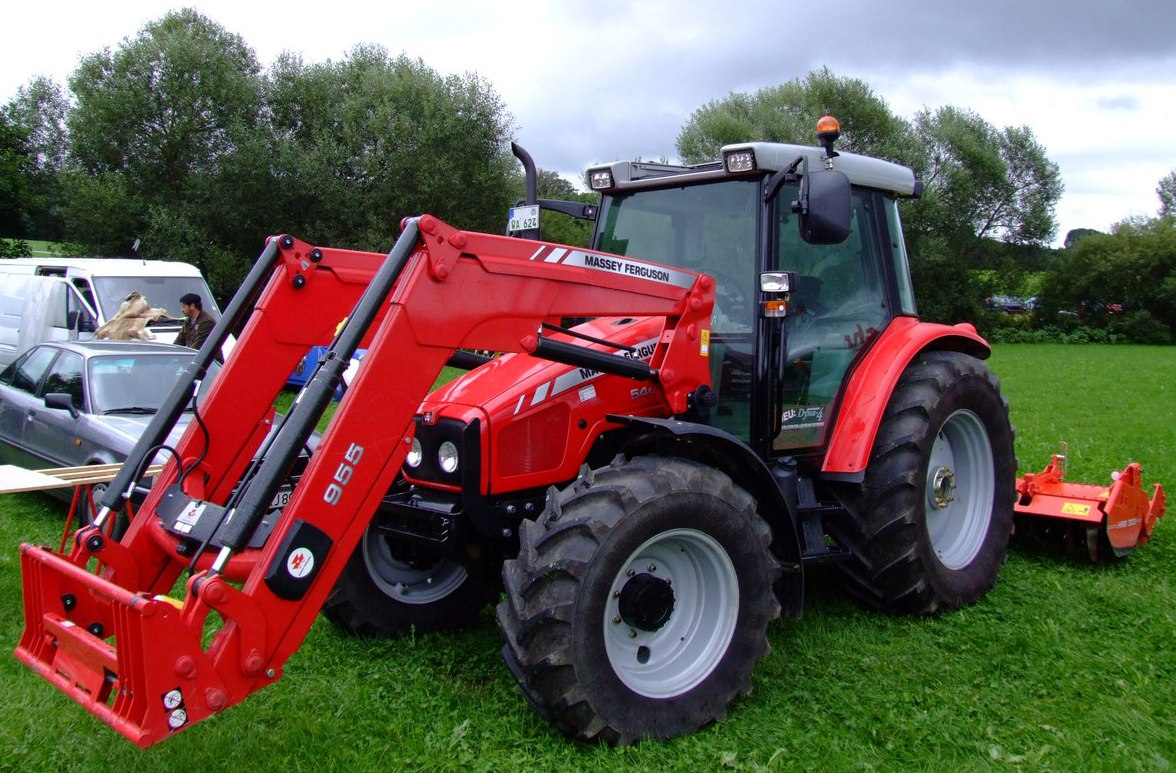
Massey Ferguson 5445

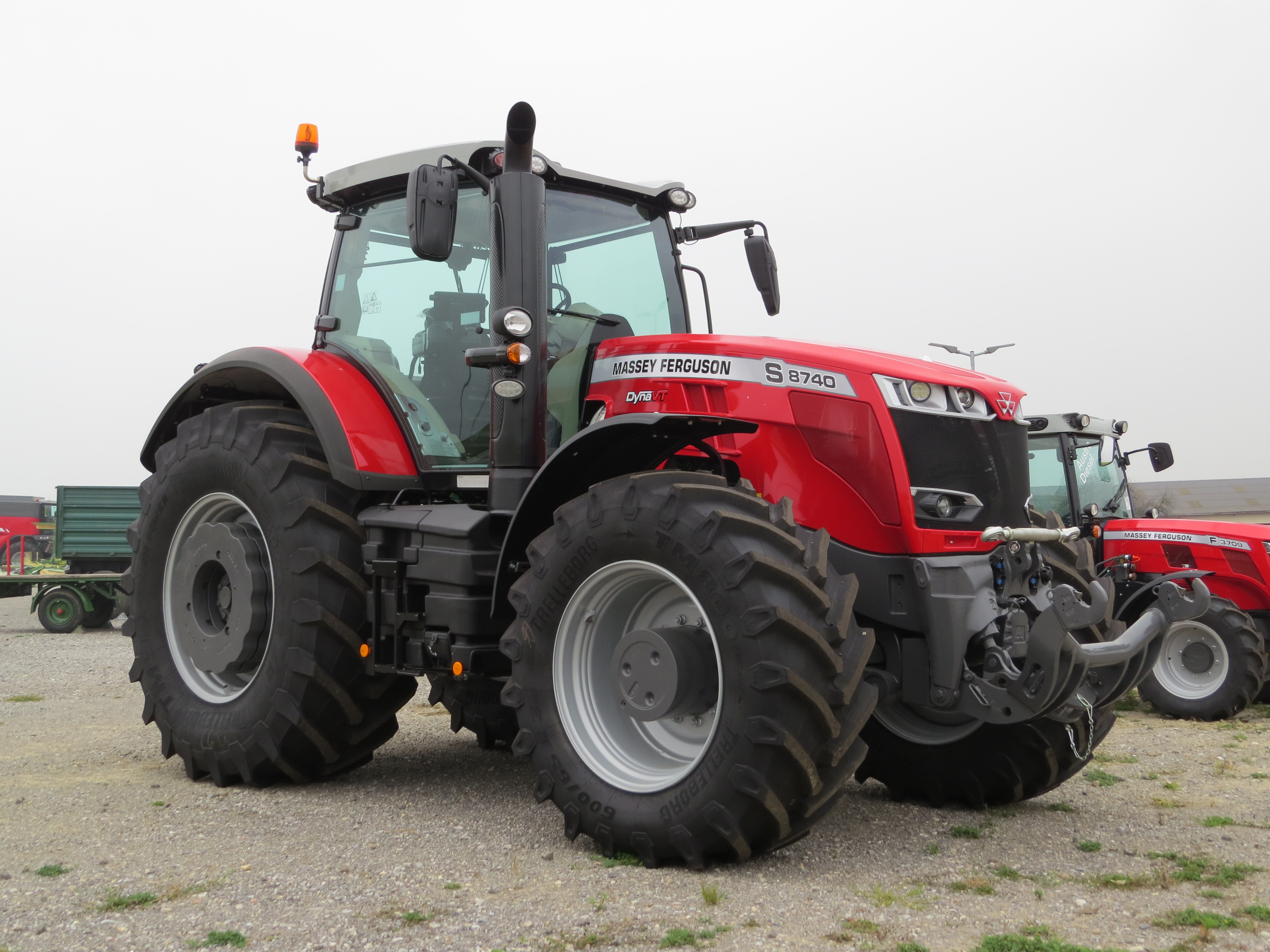
Massey Ferguson 8740 S

- MF Serie 100 “Red Giants” 135 - 165 - 175 (1963)
- MF 30 - MF 37 (1964)
- MF 133 - MF 135 (1965)
- MF 155 MF 175 - 175 S - 177 - 178 - 185 - 188 (1965-76)
- MF 1080 - 1100 (1969-72)
- MF 148 - MF 152 (1972)
- MF 1200 - 1500 - 1800 articolati (1972-79)
- MF 1135 - 1155 (1974-78)
- Serie 500: MF 550 - 560 - 565 - 575 - 590 - 590 Turbo (1976-82)
- Serie 200: MF 265 - 275 - 290 - 298 (1977-87)
- Serie 1000: MF 1014 - 1024 - 1114 - 1134 (1978-90)
- Serie 200: MF 230 - 240 - 250 (1983-85)
- Serie 2000 (1980-87)
- MF4800 - 4840 - 4880 - 4900 articolati (1978-86)
- Serie 600 (1983-86)
- Serie 3000 - Serie 3600 (1987)
- Serie 300 (1988-97)
- Serie 3100 (1989)
- Serie 6100 (1995)
- Serie 4200 (1997)
- Serie 8100 (1998)
- Serie 6200 - Serie 8200 (1999-04)
- Serie 4300 (2001)
- Serie 2200 - Serie 3300 - Serie 8200 Xtra (2002-05)
- 5400 (2012)
- Serie 5600 (2014)

Trattori cingolati:
- MF Serie 300 - Serie 400 - Serie 500
- MF 154C
- MF 174C
- MF 274CF
- MF 294C

## In produzione
- Serie 1700 M
- Serie 3 VI, SP, FR, GE, WF, AL
- Serie 4700 M
- Serie 5700 M
- Serie 5S
- Serie 6S
- Serie 7S
- Serie 8S
- Serie 8700 S
- Mietitrebbie Beta, IDEAL
- Presse raccoglitrici
- Caricatori frontali
- Sollevatori telescopici

## Curiosità sul logo
Il logo a tre triangoli di Massey Ferguson rappresenta la paternità del marchio sull'invenzione dell'attacco a tre punti, inventato da Harry Ferguson nel 1933, innovazione che ha rivoluzionato la meccanizzazione agricola.

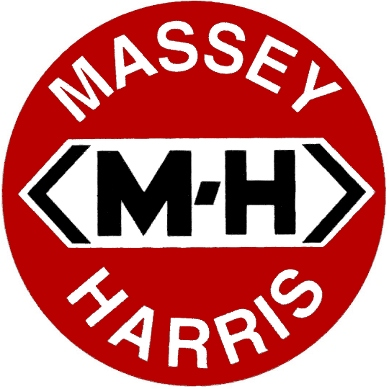
1890-1958
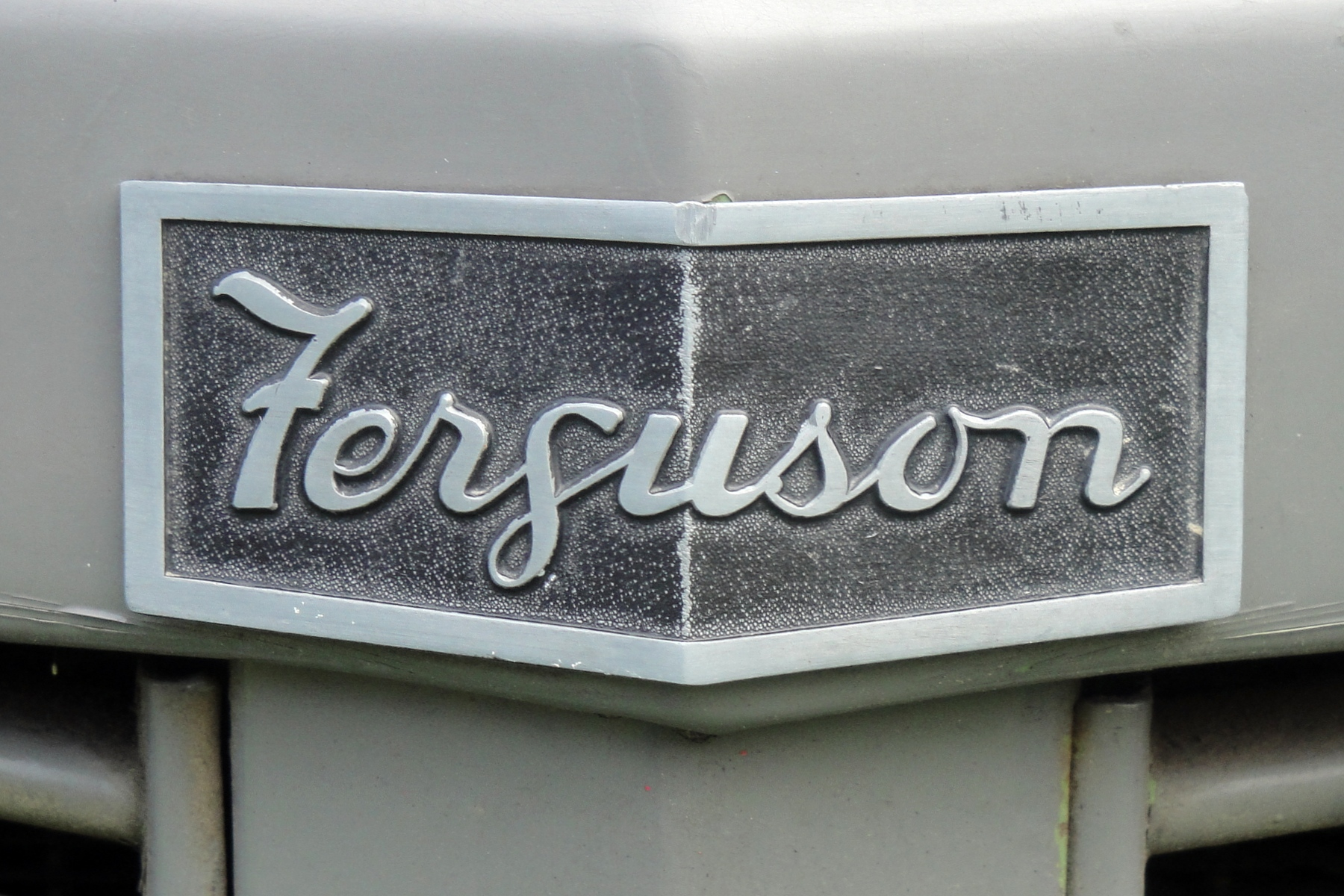
1946-1951
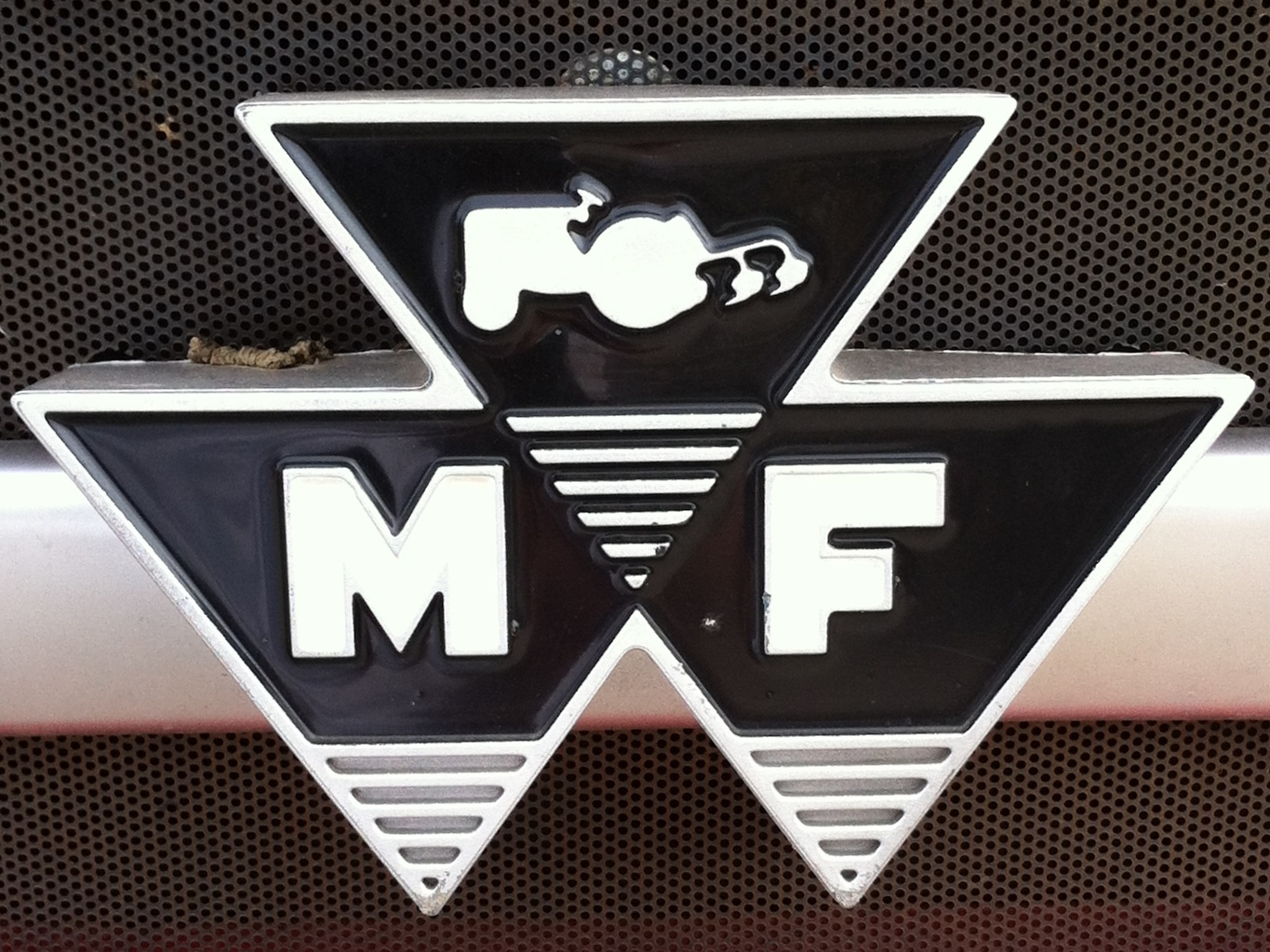
1958-1970